# Samir Ujkani
Samir Ujkani (ur. 5 lipca 1988 w Vučitrnie) – kosowski piłkarz albańskiego pochodzenia występujący na pozycji bramkarza w tureckim klubie Çaykur Rizespor oraz w reprezentacji Kosowa.

## Kariera klubowa
Urodził się w wiosce Resnik, która obecnie wchodzi w skład miasta Vučitrn w centralnej części Kosowa. Jako dziecko przeniósł się wraz z rodzicami do Belgii, i do czerwca 2007 grał w klubie RSC Anderlecht w drużynie U-19. Przez ten czas zaliczył również 10 występów w drugiej drużynie brukselskiego klubu. Latem 2007 roku podpisał 5-letni kontrakt z US Palermo występującym w Serie A. W czerwcu 2009 roku został wypożyczony do Novary Calcio, a następnie został jej zawodnikiem.
W kolejnych latach występował w Palermo, Chievo, Genoi, Latinie, Pisie oraz Cremonese, a w 2018 przeszedł do tureckiego klubu Çaykur Rizespor.

## Kariera reprezentacyjna
Również latem 2007 roku postarał się o albański paszport i został członkiem reprezentacji Albanii U-21. Swój debiut w tej drużynie zaliczył w meczu kwalifikacyjnym do MME z reprezentacją Włoch U-21. W seniorskiej reprezentacji Albanii Ujkani po raz pierwszy wystąpił 10 czerwca 2009 roku w zremisowanym 1:1 towarzyskim spotkaniu przeciwko Gruzji. W 2014 roku zaliczył debiut w reprezentacji Kosowa w zremisowanym 0:0 meczu z Haiti.